# Nora Visconti
Nora Visconti (Roma, 1930) è un'attrice italiana.

## Biografia
Dopo la laurea in Scienze economiche e frequentazione di una scuola di recitazione debutta sullo schermo in un ruolo minore nel film I figli non si vendono del 1952 di Mario Bonnard, nel 1954 interpreta Maria Luisa di Sant'Elmo in Trieste, cantico d'amore di Max Calandri con Antonio Basurto.
Nel 1955 ha la parte di Giulia nel film Processo all'amore di Enzo Liberti accanto a Franco Silva, recita nel 1956 è Suor Cecilia nella pellicola Un giglio infranto di Giorgio Walter Chili con Milly Vitale e Alberto Farnese.
Nel 1957 è protagonista femminile nel film Io Caterina di Oreste Palella con Folco Lulli per comparire l'ultima volta sullo schermo in La Gioconda del 1958 di Giacinto Solito con Alba Arnova per poi ritirarsi a vita privata.

## Filmografia
- I figli non si vendono, regia di Mario Bonnard (1952)
- La Gioconda, regia di Giacinto Solito (1953)
- Mai ti scorderò, regia di Giuseppe Guarino (1954)
- Trieste cantico d'amore, regia di Max Calandri (1954)
- Tua per la vita, regia di Sergio Grieco (1955)
- Un giglio infranto, regia di Giorgio Walter Chili (1955)
- Processo all'amore, regia di Enzo Liberti (1955)
- Solo Dio mi fermerà, regia di Renato Polselli (1956)
- Io Caterina, regia di Oreste Palella (1957)